# Мельфийские конституции
Мельфийские конституции — свод законов Сицилийского королевства, изданный в 1231 году в г. Мельфи императором Фридрихом II Гогенштауфеном. После этого, в Сицилии полностью ликвидировали независимость крупных феодалов, лишив их права на юрисдикции и на объявление войны друг другу. В значительной мере подчинили церковь государству, запретив приобретать земли без разрешения короля, а также, резкое ограничение церковных юрисдикций. Был окончательно оформлен бюрократический аппарат управления, всецело зависимый от государственной власти. Таким образом, конституции закрепили централизацию Сицилийского королевства.